# Gyertyán-őszibagoly
A gyertyán-őszibagoly (Agrochola macilenta) a rovarok (Insecta) osztályának a lepkék (Lepidoptera) rendjébe, ezen belül a bagolylepkefélék (Noctuidae) családjába tartozó faj.

## Előfordulása
Egész Európában és a Közel-Keleten honos.Kertek és parkok, erdők széle, vizes erdők.

## Megjelenése
- lepke: szárnyfesztávolsága 14–17 mm. A lepke szőrös, szárnyainak világosbarna, csokoládébarna színe van, narancssárga-barna feje.

## Életmódja
- nemzedék:    (francia forrás szerint) március végétől a június végén (magyar forrás szerint) augusztusban, szeptemberben rajzik (angol wikiforrás szerint:szeptembertől decemberig)
- hernyók tápnövényei:  hernyó (polifág) sokféle tápnövényen képes élni; galagonya, tölgy, gyertyán, fűzfélék.

## Fordítás
- Ez a szócikk részben vagy egészben  az   Agrochola macilenta című francia Wikipédia-szócikk fordításán alapul.  Az eredeti cikk szerkesztőit annak laptörténete sorolja fel. Ez a jelzés csupán a megfogalmazás eredetét és a szerzői jogokat jelzi, nem szolgál a cikkben szereplő információk forrásmegjelöléseként.